# Happy Valley (Oregon)
Happy Valley é uma cidade localizada no estado norte-americano de Oregon, no Condado de Clackamas.

## Demografia
Segundo o censo norte-americano de 2000, a sua população era de 4519 habitantes.
Em 2006, foi estimada uma população de 9945, um aumento de 5426 (120.1%).

## Geografia
De acordo com o United States Census Bureau tem uma área de
7,0 km², dos quais 7,0 km² cobertos por terra e 0,0 km² cobertos por água.

## Localidades na vizinhança
O diagrama seguinte representa as localidades num raio de 8 km ao redor de Happy Valley.